# Den Latinske Union
Den latinske union er en sammenslutning af lande, der bruger romanske sprog, og som arbejder for kulturel og sproglig samarbejde og udbredelse. Den latinske union blev grundlagt i 1954 i Madrid, Spanien og har eksisteret som en funktionel institution siden 1983.